# Sverre Dahlen Aspenes
Sverre Dahlen Aspenes, né le 20 juin 1997 à Lillehammer, est un biathlète norvégien .

## Carrière
Sverre Aspenes commence sa carrière internationale en 2017 sur les championnats d'Europe junior de Nove Mesto. 
L'année suivant, à Ötepaa, il termine 3e sur le sprint des championnats du monde junior (moins de 21 ans) avant d'être sacré sur la poursuite. 
Il intègre le circuit de l'IBU Cup à Obertilliach en mars 2021. Il termine 35e de l'individuel court puis 12e et 54e des sprints. 
Il intègre le groupe B de l'équipe de Norvège pour l'hiver 2021-2022 et commence sa saison par une 2e place en IBU Cup sur le sprint d'Idre.
Profitant des impasses des cadres norvégiens en vue de la préparation des Jeux olympiques de Pékin, il fait ses débuts en Coupe du monde en janvier 2022 à Ruhpolding. Il termine 52e du sprint et 25e de la poursuite, ce qui lui permet d'inscrire ses premiers points en coupe du monde. Le 26 janvier 2022, il est sacré champion d'Europe de l'individuel à Arber. Il devance le Russe Anton Babikov, vainqueur quelques jours plu tôt en Coupe du monde sur le même format, et l'Allemand Matthias Dorfer. Dans des conditions climatiques très difficiles dues à de très fortes rafales de vent, Aspenes remporte une deuxième médaille d'or sur la poursuite des championnats d'Europe. Il s'impose la semaine suivante sur le sprint d'IBU Cup de Nove Mesto, alignant ainsi sa troisième victoire en quatre courses. Malgré une faute sur le tir debout, il signe le meilleur temps de ski (5' devant Johannes Dale), ce qui lui permet de devancer le Russe Alexander Povarnitsyn et l'Allemand Philipp Horn. Il termine la saison sur le podium du classement général de l'IBU Cup (3e derrière deux compatriotes).

## Palmarès

### Coupe du monde
- Meilleur résultat individuel: 25e sur la poursuite de Ruhpolding.

#### Classements en Coupe du monde
| Saison    | Individuel | Individuel | Sprint | Sprint   | Poursuite | Poursuite | Mass start | Mass start | Général | Général  |
| Saison    | Points     | Position   | Points | Position | Points    | Position  | Points     | Position   | Points  | Position |
| --------- | ---------- | ---------- | ------ | -------- | --------- | --------- | ---------- | ---------- | ------- | -------- |
| 2021-2022 |            |            | 21     | 69e      | 40        | 42e       |            |            | 61      | 62e      |

#### Résultats détaillés en Coupe du monde
| Résultats détaillés en Coupe du monde | Résultats détaillés en Coupe du monde | Résultats détaillés en Coupe du monde | Résultats détaillés en Coupe du monde | Résultats détaillés en Coupe du monde | Résultats détaillés en Coupe du monde | Résultats détaillés en Coupe du monde | Résultats détaillés en Coupe du monde | Résultats détaillés en Coupe du monde | Résultats détaillés en Coupe du monde | Résultats détaillés en Coupe du monde | Résultats détaillés en Coupe du monde | Résultats détaillés en Coupe du monde | Résultats détaillés en Coupe du monde | Résultats détaillés en Coupe du monde | Résultats détaillés en Coupe du monde | Résultats détaillés en Coupe du monde | Résultats détaillés en Coupe du monde | Résultats détaillés en Coupe du monde | Résultats détaillés en Coupe du monde | Résultats détaillés en Coupe du monde | Résultats détaillés en Coupe du monde | Résultats détaillés en Coupe du monde | Résultats détaillés en Coupe du monde | Résultats détaillés en Coupe du monde | Résultats détaillés en Coupe du monde | Résultats détaillés en Coupe du monde | Résultats détaillés en Coupe du monde | Résultats détaillés en Coupe du monde | Résultats détaillés en Coupe du monde | Résultats détaillés en Coupe du monde |
| Saison                                | 1                                     | 2                                     | 3                                     | 4                                     | 5                                     | 6                                     | 7                                     | 8                                     | 9                                     | 10                                    | 11                                    | 12                                    | 13                                    | 14                                    | 15                                    | 16                                    | 17                                    | 18                                    | 19                                    | 20                                    | 21                                    | 22                                    | 23                                    | 24                                    | 25                                    | 26                                    | 27                                    | Courses                               | Points                                | Classement                            |
| ------------------------------------- | ------------------------------------- | ------------------------------------- | ------------------------------------- | ------------------------------------- | ------------------------------------- | ------------------------------------- | ------------------------------------- | ------------------------------------- | ------------------------------------- | ------------------------------------- | ------------------------------------- | ------------------------------------- | ------------------------------------- | ------------------------------------- | ------------------------------------- | ------------------------------------- | ------------------------------------- | ------------------------------------- | ------------------------------------- | ------------------------------------- | ------------------------------------- | ------------------------------------- | ------------------------------------- | ------------------------------------- | ------------------------------------- | ------------------------------------- | ------------------------------------- | ------------------------------------- | ------------------------------------- | ------------------------------------- |
| 2021-2022                             |                                       |                                       |                                       |                                       |                                       |                                       |                                       |                                       |                                       |                                       |                                       |                                       |                                       |                                       |                                       | .                                     | .                                     | .                                     | .                                     |                                       |                                       |                                       |                                       |                                       |                                       |                                       |                                       | 6/26                                  | 61                                    | 62e                                   |
| 2021-2022                             | IN                                    | SP                                    | SP                                    | PU                                    | SP                                    | PU                                    | SP                                    | PU                                    | MS                                    | SP                                    | PU                                    | SP 52e                                | PU 25e                                | IN                                    | MS                                    | IN                                    | SP                                    | PU                                    | MS                                    | SP 33e                                | PU 28e                                | SP                                    | MS                                    | SP 28e                                | PU 30e                                | MS                                    |                                       | 6/26                                  | 61                                    | 62e                                   |

### Championnats d'Europe
- Médaille d'or de l'individuel en 2022.
- Médaille d'or de la poursuite en 2022.

### Championnats du monde junior
- Médaille d'or de la poursuite en 2018.
- Médaille de bronze du sprint en 2018.

### IBU Cup
- 3e du classement général de l'IBU Cup en 2022.
- 5 podiums individuels dont 3 victoires.

Palmarès au 12 mars 2022